# Ignorabimus
 (janvier 2018).

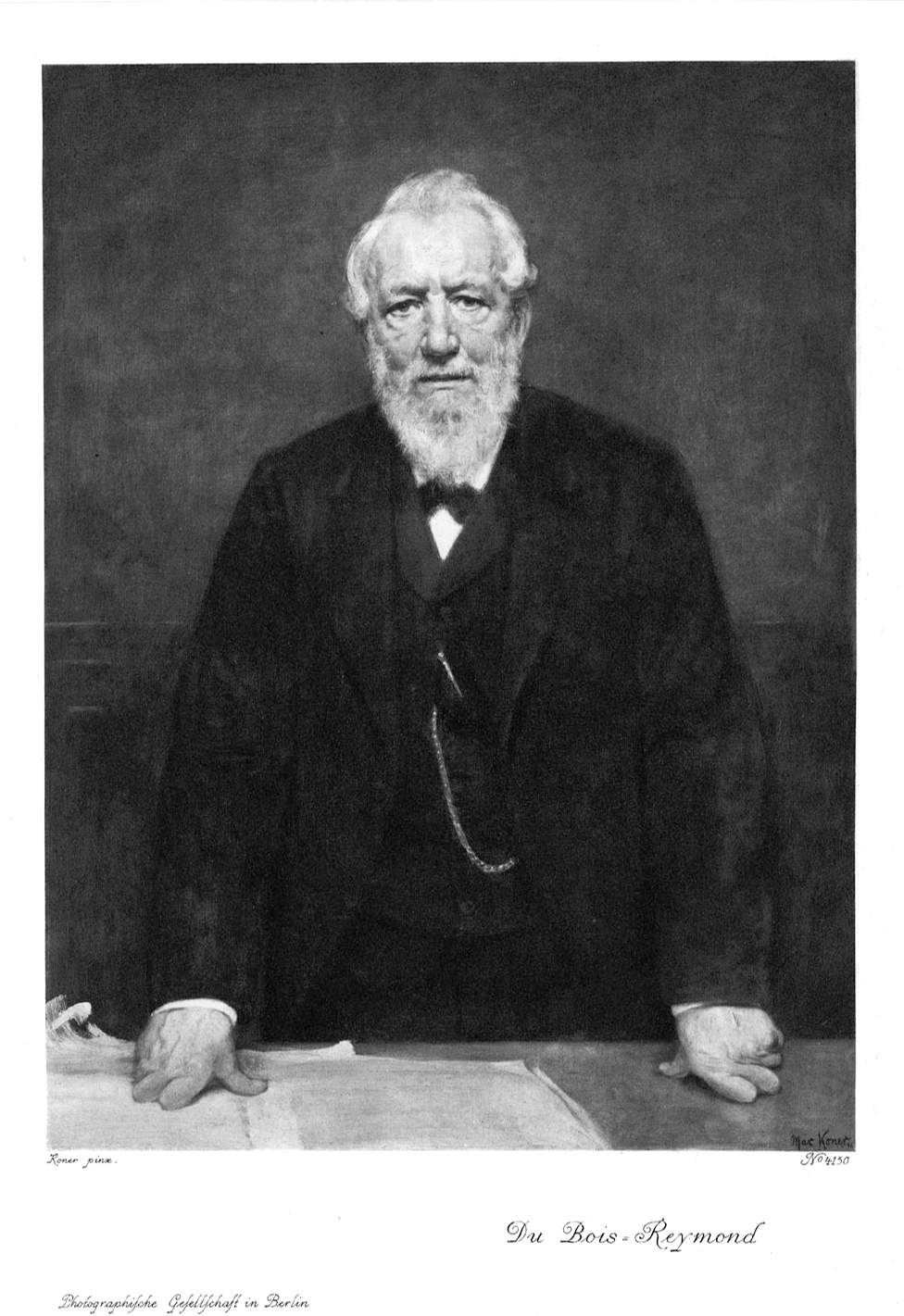
Emil du Bois-Reymond (1818-1896), à l'origine de la maxime « Ignoramus et ignorabimus ». (Photogravure d'une peinture de Max Koner)

L'ignorabimus est une abréviation du latin « Ignoramus et ignorabimus » qui signifie « Nous ne savons pas et ne saurons jamais », exprimant par là une forme de pessimisme à propos de la possibilité de connaître ou d'expliquer scientifiquement tous les aspects du monde. 
Le physiologiste allemand Emil du Bois-Reymond l'a exprimé dans son discours sur « Les limites de la connaissance humaine » tenu à Leipzig le 14 août 1872 pour l'ouverture du 45e Congrès des Naturalistes et Médecins allemands. Dans ce discours, Du Bois-Reymond, évoquant les « grandes énigmes de l'univers », assignait des limites infranchissables à la connaissance humaine des phénomènes naturels, et concluait par « Ignoramus, ignorabimus ». Ces limites intangibles nous rendent l'univers énigmatique à deux niveaux :
- au niveau du lien entre la matière et la force d'une part, et les phénomènes biologiques d'autre part ;
- au niveau de la relation entre les états matériels ou physiques d'un organisme d'une part, et sa conscience (pensées, sentiments, désirs) de l'autre.

Ces deux énigmes de l'univers ne constituent pas seulement des problèmes insolubles avec les connaissances et méthodes actuels de la science : elles constituent un véritable mystère que la science n'a pas le pouvoir d'expliquer.
Huit ans plus tard, en 1880, Du Bois-Reymond prononça un discours sur les sept « énigmes de l'univers » qu'Ernst Haeckel a nommé le « Discours de l'Ignorabimus ».
Le thème de l'ignorabimus a été repris dans différents débats sur les limites de la science. En 1930, notamment, David Hilbert a prononcé un discours où il exprimait sa confiance dans le fait que l'ignorabimus pourrait être éliminé des mathématiques,.